# Raoul Servais
Raoul Servais (Ostende, 1 de mayo de 1928-Leffinge, Flandes Occidental, 17 de marzo de 2023) fue un director de cine, animador, profesor universitario e historietista belga. Considerado uno de los máximos exponentes de la animación.

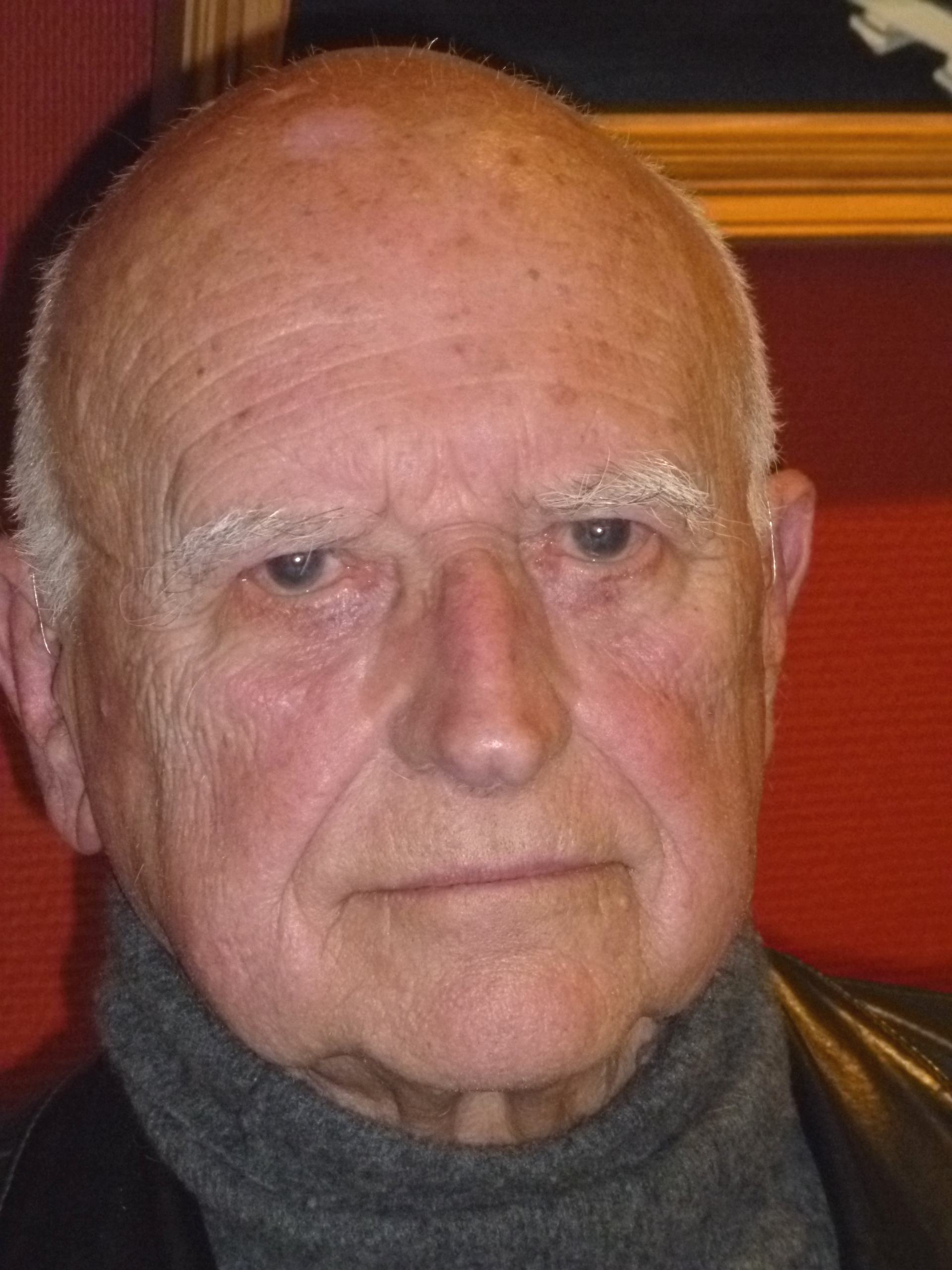
Raoul Servais (2014)

## Biografía
Raoul Servais nació en la ciudad de Ostende (Bélgica) el 1 de mayo de 1928. Sus padres eran propietarios de una tienda de porcelanas y parece ser que ya desde pequeño Raoul recibió la influencia de su padre.El cual era aficionado a las novedades técnicas de la época y proyectaba semanalmente cortos, películas y trabajos de animación en cintas de 9,5 mm para toda la familia.
A su vez la situación mundial del momento marcaría a Raoul Servais de por vida. Ya que vivió en sus carnes la presencia del fascismo creciente en Alemania, que el 10 de mayo de 1940, bombardeo la ciudad de Ostende. Y por la misma razón vivió en contacto con la realidad de los exiliados (principalmente republicanos españoles). El mismo afirma que el haberse criado junto a refugiados de origen vasco, alemán, judío, (de origen austriaco), italiano y demás; provocó que en cierta manera explorara el mundo entero sin moverse de su casa y desarrollara una visión de la vida alejada de los nacionalismos étnicos.
Además la guerra hizo que la familia perdiera sus posesiones y su negocio. Y la predilección de Raoul por las artes, no le facilitaba las cosas en la escuela secundaria. Pero aun así continuo dibujando y consiguió algún trabajillo que no terminó de convencerle, pues lo que el quería era una educación específica. Para lo cual entró en la escuela de bellas artes de Gante (en la sección de artes decorativas). Donde encontró su lugar y decidió trabajar en el campo de la animación (gracias en parte a la presencia de Albert Vermeiren, un joven profesor que le ayudó en su primer proyecto).

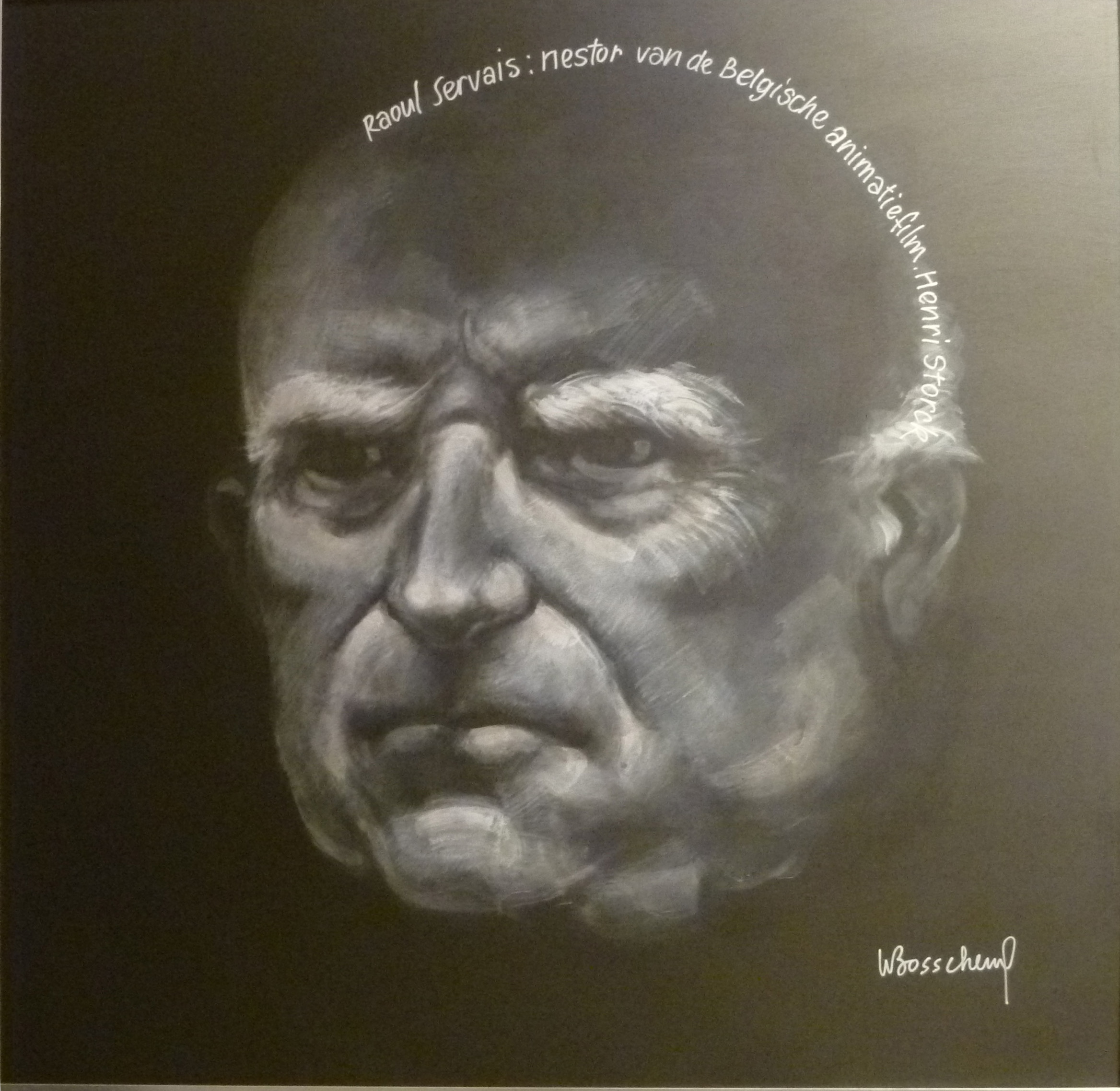
Raoul Servais (2014), retrato realizado por el pintor belga Willy Bosschem

Pero algo fallaba, y es que la situación económica de la familia no era muy favorable y por tanto Servais no podía contar con los medios técnicos necesarios para desarrollar su proyecto. Entonces es cuando la figura de su profesor cobra mayor importancia, ya que este ofreció sus medios a Raoul a fin de que pudiera realizar su trabajo, y de esta colaboración salió "Spokenhistorie" ("Ghost Story"). Siguió explorando el medio y mientras realizaba el servicio militar, trabajabo junto a su amigo Vermeiren diferentes animaciones. Finalmente decidió marcharse a Inglaterra a buscar suerte en los Rank Studios, pero cuando llegó descubrió que estos habían echado la persiana y al tiempo regresó a su tierra apenado, por no saber “nada” de animación.
No abandona su sueño y comienza a trabajar de manera amateur, grabando diferentes obras en 8 mm. De este modo realiza un documental sobre su amigo Maurice Boel, un trabajo experimental mudo llamado "Parallèles" y "De Zandloper" (The Sand Glass). Tras estas experiencias el sigue buscando el salto a unas formas profesionales, y para ello a de pasar de los 8, a los 16 mm. Para lo cual comienza a ahorrar y acaba comprando una cámara. Con esto ya tiene la cámara necesaria, pero aún no tiene los conocimientos necesarios de animación.
Por estas fechas (1953 ) Raoul trabaja “para” René Magritte, con quien tendrá ciertos desacuerdos. Pero de quien recibirá también una fuerte influencia, pues el universo de este pintor le fascino, y gracias a este Servais entró en conocimiento del movimiento surrealista (surrealismo), hacia el cual siempre sentirá admiración. Además Raoul Servais contraerá matrimonio y será padre de dos hijos, mientras trabaja en diferentes temas; ilustrando en el mundo del cómic, dibujando para el partido de los trabajadores (del que forma parte), para diferentes periódicos…

## Obra
1960, supone una fecha importante, ya que este año Servais entra como profesor en la escuela de bellas artes de Gante donde el estudio, y de este modo podrá cumplir de una vez su sueño; realizar un trabajo de animación titulado “the false note” (la nota falsa). Pero esto no es tan sencillo ya que a sus conocimientos limitados y las restricciones técnicas a de añadir otro problema; su falta de experiencia en el tratamiento del sonido. Por ello este proyecto queda parado y termina realizando otra obra; "Harbour Lights", con la cual queda finalista y vencedor del Antwerp National Film Festival. Lo cual le reporta un premio económico que aprovechara para adquirir una cámara de 35 mm (formato cinematográfico).
Servais seguirá rodando obras fuera del mundo de la animación, como su siguiente trabajo “Omleiding november” terminado en noviembre de 1962. Y al año siguiente, ya en 1963 Servais realizará “The false Note”, obra que le llevará 2 años de trabajo y con la cual volverá a ser ganador del Antwerp National Film Festival. El estilo de este trabajo en cuanto al dibujo, es relativamente convencional pero introduce unos fondos estilizados. Y supone en definitiva el primer exponente claro del camino que Servais va a tomar. En el 1965, llegara "Chromophobia", una gran fábula antimilitarista sobre un ejército que avanza acabando con cualquier muestra de color diferente al negro, creando por tanto un mundo monocromático, frío. En esta obra la imaginación de Servais vuelve a mostrarse en todo su esplendor. Y su trabajo es reconocido a nivel internacional, colocándose a la cabeza de la animación. En 1968 crea "Sirène", un trabajo más poético. Para el cual Servais se hace acompañar en la realización por un grupo de colaboradores (hasta ahora el venia haciendo todas las ilustraciones). Resulta un trabajo valiente, que no tuvo un recibimiento tan unánime como el anterior, si bien recibió premios internacionales.
En el 69 realizó "Goldframe", su obra más corta, y realizada en blanco y negro. Una historia sobre un personaje importante de la industria cinematográfica, egocéntrico y enfermizo que busca ser el primero en todo. Al año siguiente (1970), realiza "To Speak Or Not To Speak”, uno de sus cortometrajes más populares. Que sigue una línea temática parecida a Chromophobia, si bien ahora apunta a otro lado, la estupidez de los medios de comunicación, el pensamiento único o el temor político a la libertad de expresión. Para lo cual despliega un material altamente irónico en una sucesión de ideas traducidas a imágenes repletas de fuerza y lucidez. En el año 1971 realiza "Operation X-70", obra que contiene nuevamente un mensaje antibelico (muy diferente a "Chromophobia") y con la cual vencerá el certamen de cortometrajes del festival de Cannes y de Zagreb.
Dos años después realizó "Pegasus", la cual no tuvo tan buena acogida como las obras anteriores y supuso su último obra de “dibujos animados”. En 1979 llegaría su obra maestra, "Harpya", ganadora del premio al mejor cortometraje en la 32ª edición del festival de Cannes. En la cual narra el encuentro entre un hombre y una arpía (en una personal revisión del mito de Fineo). Se trata de la primera incursión de Servais en el terreno de la animación no convencional, utilizando a actores reales y diseñando fondos deudores del expresionismo alemán. Un relato Oscuro y agobiante, pieza clave de la animación vanguardista europea. (Considerada como una de las quince mejores animaciones de todos los tiempos).
1994, aquí comienza la realización de un proyecto ambicioso como; “taxandria”, en la cual plasma el personalísimo mundo visual del artista belga (miembro del movimiento surrealista) Paul Delvaux. En su primer trabajo de larga duración. Una obra fuera del género de animación estricto, que no terminó de convencer, si bien logró varios premios en festivales internacionales.
En el año 1998, saldrá a la luz, Mariposas nocturnas (Papillons de nuit). Nuevo acercamiento a la figura de Delvaux. Y ya en 2001, su último trabajo hasta la fecha fue presentado con el título de; “atraksion”. En el cual retoma el blanco y negro, y vuelve a tomar nuevos caminos de experimentación, trabajando con acción real (nada de animación) y fondos realizados por primera vez con ayuda de un ordenador.
En definitiva estamos ante la uno de los máximos exponentes de la animación actual, un artista que ha innovado en cada trabajo realizado, y ha creado obras inolvidables que ya forman parte de la historia de la animación.

## Filmografía
- 1959 Harbour Lights(Havenlichten)
- 1963 Omleiding november
- 1963 La nota falsa (De valse noot)
- 1966 Chromophobia
- 1968 Sirena (Sirene)
- 1969 Goldframe
- 1970 Hablar o no hablar (To Speak or Not to Speak)
- 1971 Operation X-70
- 1973 Pegasus
- 1979 Harpya
- 1982 Sie schöne Gefangene
- 1994 Taxandria
- 1997 Mariposas nocturnas (Papillons de nuit)
- 2001 Atraksion

## Premios y distinciones
Festival Internacional de Cine de Venecia
| Año  | Categoría                                    | Película     | Resultado |
| ---- | -------------------------------------------- | ------------ | --------- |
| 1966 | Plate León de San Marco - Mejor film animado | Chromophobia | Ganador   |